# 奥莫克语
奥莫克语是西伯利亚尤卡吉尔语系中一门已消亡的语言，是该语系现存两门语言所组成的方言连续体中的一部分。奥莫克语可能最迟在18世纪时还有人使用。